# Mirosław Kutyłowski
Mirosław Kutyłowski (ur. 1957) – polski inżynier matematyki.

## Życiorys
Urodził się w 1957 r. Studia ukończył w 1980 r. w zakresie matematyki na Uniwersytecie Wrocławskim. Stopień doktora nauk matematycznych uzyskał w 1985 r., w 1992 r. habilitował się, zaś w 1999 r. uzyskał tytuł profesora. W latach 1988–1989 przebywał na stypendium na TU Darmstadt, pracował również na Uniwersytecie Paderborn.
W latach 1998–2000 pracował na stanowisku profesora nadzwyczajnego w Instytucie Informatyki Uniwersytetu Wrocławskiego, kierując Zakładem Złożoności Obliczeniowej i Algorytmów. Rok później przeszedł na stanowisko profesora zwyczajnego w Instytucie Matematyki i Informatyki na Wydziale Podstawowych Problemów Techniki Politechniki Wrocławskiej. Od 2007 r. jest pracownikiem Instytutu Podstaw Informatyki Polskiej Akademii Nauk.